# Voria villosa
Voria villosa är en tvåvingeart som först beskrevs av Jean-Baptiste Robineau-Desvoidy 1863.  Voria villosa ingår i släktet Voria och familjen parasitflugor.
Artens utbredningsområde är Frankrike. Inga underarter finns listade i Catalogue of Life.